# Meilenscheibe

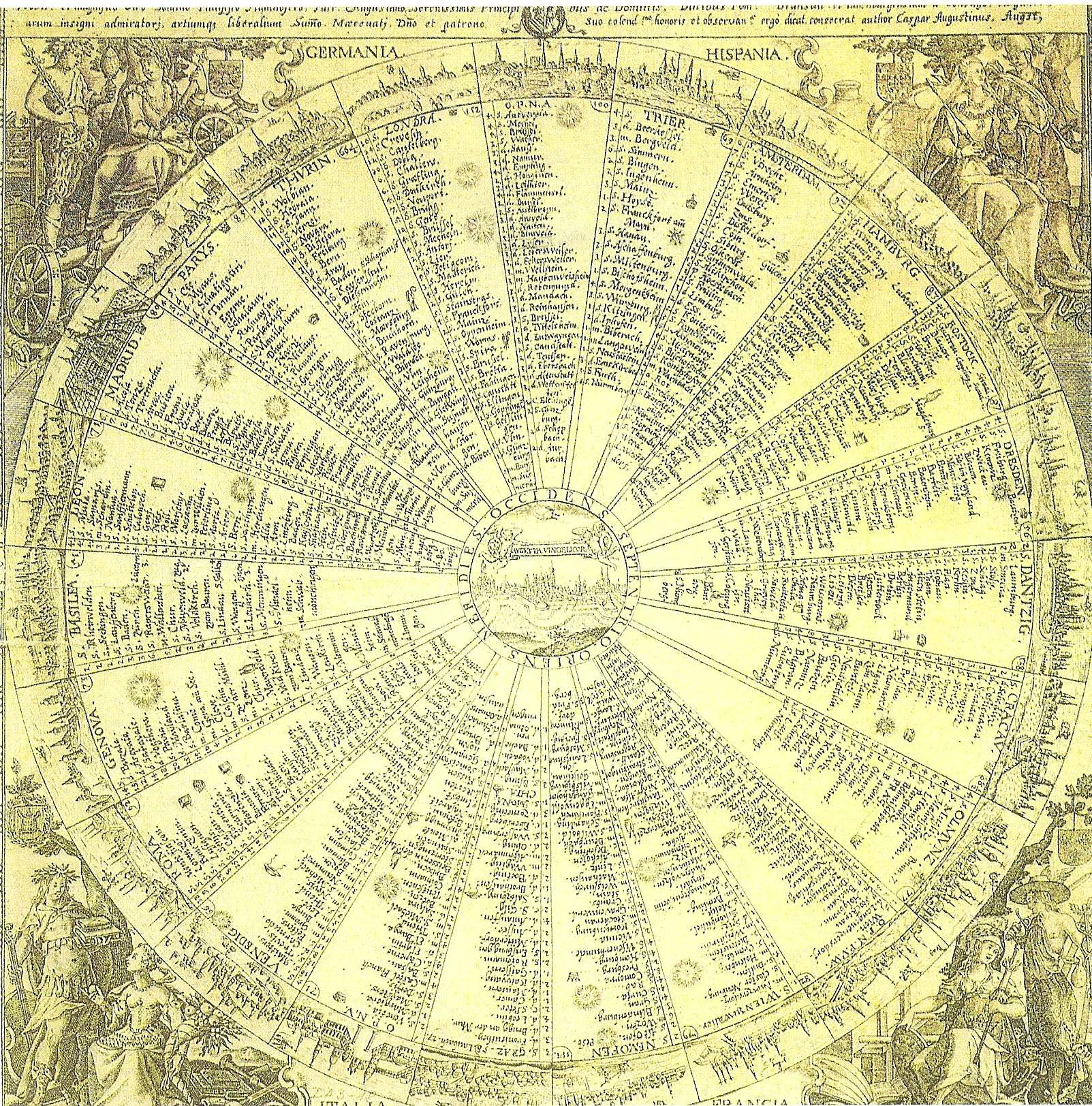
Augsburger Meilenscheibe des Kaspar Augustin 1629

Die Meilenscheibe ist ein Gerät zur Entfernungsermittlung zwischen Orten. Durch Weiterdrehen der gegeneinander laufenden Scheibe kann die Distanz (Wegstrecke) zu jedem dort aufgeführten Ort abgelesen werden. Statt der Meile wird in den alternativ aufgekommenen Entfernungstabellen seit Umstellung der Maße und Gewichte die Kilometerangabe aufgeführt.
Die Meilenscheibe entstand am Beginn der Neuzeit. Die Nürnberger Meilenscheibe von 1492 gilt als älteste ihrer Art. Doch auch aus der Reichsstadt Augsburg sind Meilenscheiben von Hans Rogel bekannt, die wegen ihrer Nachfrage von Reisenden vom Verleger mehrmals nachgedruckt wurden. Bei den ersten Meilenscheiben handelte es sich noch nicht um bewegliche Scheiben, sondern um Drucke mit kreisförmigem Bild, in dem die Entfernungen und Ortsnamen in Sektoren eingereiht wurden. In den Ecken dieser Meilenscheiben wurden allegorische Darstellungen oder Stadtansichten platziert.  
Die Jüngere Augsburger Meilenscheibe des Kaspar Augustin aus dem Jahre 1629 nennt nicht nur verschiedene, über Reichsstraßen erreichbare Zielorte, sondern auch drei Postkurse mitsamt den Poststationen
- Augsburg – Brüssel – Antwerpen
- Augsburg – Innsbruck – Trient – Venedig
- Augsburg – Prag – Wien